# Peder Gram (tonsättare)
Peder Jørgensen Gram, född 25 november 1881, död 4 februari 1956, var en dansk tonsättare. Han var son till Jørgen Pedersen Gram.
Gram var elev vid konservatoriet i Leipzig, Arthur Nikisch var hans lärare i dirigering. Från 1908 var han verksam i Köpenhamn, och blev 1918 dirigent i Dansk Koncertforening, lärare i komposition samt från 1931 president i den nordiska tonsättarunionen. Gram har skrivit symfonier, uvertyrer, symfonisk fantasi, Poème lyrique, violinkonsert, violinromans, kammarmusik, pianoverk, Avalon för sopran och orkester samt verksamt deltagit i ledningen av dansk musikliv. Gram var även medarbetare i Svensk uppslagsbok.

## Utmärkelser
- Dannebrogsmännens hederstecken,  1933[6]
- Pro Finlandia-medaljen av Finlands Lejons orden,  1944[7]
- Kommendör av Dannebrogorden,  1951[6]

[Redigera Wikidata]